# The Bee Gees Greats
A The Bee Gees Greats című lemez a Bee Gees Angliában kiadott válogatáslemeze.

## Az album dalai
1. I Started a Joke (Barry, Robin és Maurice Gibb) – 3:06
2. Idea (Barry, Robin és Maurice Gibb)  – 2:51
3. I Have Decided to Join The Airforce  (Barry, Robin és Maurice Gibb) – 2:11
4. Such A Shame (Vince Melouney) – 2:28
5. World (Barry, Robin és Maurice Gibb)  – 3:13
6. With The Sun In My Eyes (Barry, Robin és Maurice Gibb)  – 2:40
7. Horizontal  (Barry, Robin és Maurice Gibb)  – 3:34
8. Indian Gin and Whisky Dry (Barry, Robin és Maurice Gibb)  – 2:01
9. The Change Is Made (Barry, Robin és Maurice Gibb)  – 3:37
10. Day Time Girl  (Barry, Robin és Maurice Gibb) – 2:35
11. Swan Song  (Barry, Robin és Maurice Gibb) – 2:58

## Közreműködők
- The Bee Gees